# Maple Grove Park
Maple Grove Park är en park i staden Vancouver i British Columbia i Kanada. Den ligger i området Kerrisdale i södra delen av Vancouver. I parken finns bland annat badbassängen Maple Grove Pool.